# Superman: War of the Supermen
Superman: War of the Supermen — ограниченная серия комиксов, состоящая из 5 выпусков, которую в 2010 году издавала компания DC Comics.

## Синопсис
После событий New Krypton, World of New Krypton и Last Stand of New Krypton люди новой планеты Криптон и Земля ведут войну после того, как генерал Зод официально заявляет, что Лекс Лютор помог уничтожить планету криптонианцев. Супермен попал под перекрёстный огонь и должен сохранить мир между Землёй и людьми, которые представляют его наследие.

### Выпуски
| № | Дата выхода | Оценка на Comic Book Roundup   | Предполагаемый объём продаж (первый месяц) |
| - | ----------- | ------------------------------ | ------------------------------------------ |
| 0 | 5 мая 2010  | н/д                            | н/д                                        |
| 1 | 5 мая 2010  | н/д                            | 48 357, позиция в Северной Америке — 33    |
| 2 | 12 мая 2010 | 8,4 из 10 на основе 1 рецензии | 44 828, позиция в Северной Америке — 37    |
| 3 | 19 мая 2010 | 6,2 из 10 на основе 4 рецензий | 43 056, позиция в Северной Америке — 40    |
| 4 | 26 мая 2010 | 4,7 из 10 на основе 3 рецензии | 42 436, позиция в Северной Америке — 42    |

### Сборники
| №                             | Тип              | Дата выхода    | Собранный материал                                           | Кол-во страниц | ISBN                      | Предполагаемый объём продаж (первый месяц) |
| ----------------------------- | ---------------- | -------------- | ------------------------------------------------------------ | -------------- | ------------------------- | ------------------------------------------ |
| Superman: War of the Supermen | Твёрдый переплёт | 2 февраля 2011 | Superman: War of the Supermen #0-4, страница с Superman #700 | 144            | 9781401229672, 1401229670 | 2 169, позиция в Северной Америке — 17     |
| Superman: War of the Supermen | Мягкая обложка   | 24 января 2012 | Superman: War of the Supermen #0-4, страница с Superman #700 | 144            | 9781401231873, 140123187X | 1 769, позиция в Северной Америке — 38     |

## Отзывы
На сайте Comic Book Roundup серия имеет оценку 6,4 из 10 на основе 8 рецензий. Джесс Шедин из IGN дал последнему выпуску 7,1 балла из 10 и отмечал то, как отразилась работа нескольких художников над ним одновременно. Дуг Завиша из Comic Book Resources в основном был критичен, обозревая последний выпуск.